# Nintendo Creators Program
Nintendo Creators Programは、YouTubeの広告収益を任天堂と動画制作者との間で分配するサービス。
任天堂は2014年5月27日にYouTubeにおけるアフィリエイトプログラムを準備していると予告し、2015年01月28日にこのプログラムがベータ版として開始された。もともと任天堂は2013年5月に、任天堂ゲームを使ったYouTube上の全ての実況動画に対してその収益化権を得ようとしていたが、反発があり、妥協案としてこのプログラムを開始した。このサービスは2018年12月末日に終了した。

## 内容
YouTubeではコンテンツIDにより、任天堂の著作物が含まれる動画から得られる広告収益は任天堂に付与されている。しかし、動画制作者が本プログラムに登録することで、当該動画の広告収益を任天堂と分配できるようになる。なお、YouTube Liveによるライブ配信は対象外。
利用にはGoogle アカウントとPayPalビジネスアカウントが必要。毎月、月間の視聴回数を集計し、2か月後にPayPal口座を通じてUSドルで支払われる。動画単体で申請すると広告収入の40％が任天堂に分配され、60%が動画制作者の取り分になるが、チャンネル単位で申請した場合は任天堂への分配比率は30%になる。
法令遵守の意思と本プログラムに参加している事実を示すため、動画には以下の文言を含める必要がある。
公式サイトのリストに掲載されているタイトルが利用可能。ただし、不正な改造・改竄（チート、TAS行為を含む）を行った動画や不正行為にかかわる無許諾のツールを用いた動画は申請が却下されることがある。また、任天堂以外の著作物が含まれる動画やチャンネルは登録できない。なお、ニコニコ動画で実施している同様の仕組み「クリエイター奨励プログラム」でも本プログラムと同じタイトルが対象となり、OPENREC.tvでも任天堂タイトルの動画配信が可能となった。

## 反響
このプログラムが発表された後、Pewdiepie、Totalbiscuit、Jim Sterling、Angry Joeなど、多くのYouTuberは反発し、任天堂関連の動画投稿に対するボイコットを表明した。これにより、Wii Uの販売台数が低迷していたにもかかわらず、その関連動画が投稿されなくなり、任天堂は自社のゲームが宣伝される機会を逃した
英国のメディアThe Guardianは、任天堂が動画収益の全てを主張するのではなく、最大70%を動画制作者に分配するようになったのは明らかに進歩だと評価したが、一方で任天堂のゲームに対する否定的な批評など、いくつかの要素はどう扱われるかの基準が曖昧だと指摘した。またBBCも、ゲームの批評などは任天堂に承認されない可能性があることから、「結局のところ、これは支配についての問題である」と述べ、潜在的な検閲の可能性を指摘した。GameSpotは、大乱闘スマッシュブラザーズ、ポケモン、ベヨネッタなど、有名シリーズのゲームが許可リストに入っていないことを問題視したほか、ほとんどの開発者やパブリッシャーがYouTubeチャンネルの収益化に干渉しない方法をとっているなかで、任天堂によるこの統制は異例の決定であると報じた。
このプログラムが開始されると任天堂の予想を上回る数の申請が届き、任天堂は登録申請の処理に苦戦した。また任天堂は申請者に対して、プログラムの対象外となるような既存の動画を削除するように要求した。
2017年9月、任天堂はプログラムの改訂を行い、Nintendo Creators Programに登録しているチャンネルによるライブ配信を禁止し、ライブ配信をする場合は別のチャンネルを用意するように推奨した。この措置により、多くのライブ配信者がYouTubeを離れ、Twitchに活動拠点を移した。
2017年11月、YouTubeのゲーム部門責任者であるライアン・ワイアットは「任天堂がクリエイターに協力する方法に関しては、もっと改善できますし、もっと最適化を図ることができると思います」と述べ、このプログラムには問題があることを指摘した。また、任天堂とYouTubeはゲームパブリッシャーと動画制作者の両方が利益を得る方法について常に話し合いをしていると述べ、将来的な状況の改善を示唆した。

## プログラムの廃止
2018年11月29日、Nintendo Creators Programが2018年12月末日で終了することが発表され、新たにYouTubeを含む動画・静止画の適切な共有サイト全般を対象とした「ネットワークサービスにおける任天堂の著作物の利用に関するガイドライン」が公開された。このガイドラインではストリーミング配信も対象になるなど投稿の要件が緩和されている。
The Vergeは、任天堂がこのプログラムを廃止したことは「ゲームコミュニティにいる多くの人にとって、長きにわたる戦いの勝利と受け止められるかもしれない」と述べている。